# 小行星3413
小行星3413（3413 Andriana）是一颗绕太阳运转的小行星，为主小行星带小行星。该小行星于1983年2月15日发现。

## 轨道参数
小行星3413的轨道半长轴为2.2518940 UA，离心率为0.128。